# Gouden ribzaad
Gouden ribzaad (Chaerophyllum aureum) is een overblijvende plant uit de schermbloemenfamilie (Apiaceae). Gouden ribzaad komt voor in Midden- en Zuid-Europa en Zuidwest-Azië. Gouden ribzaad lijkt op fluitenkruid, maar is daarvan te onderscheiden door de rood gevlekte stengel, die bovenaan niet hol is en een ontbrekende snavel bij de goudgele vrucht. De vrucht van fluitenkruid is donkerbruin. Het aantal chromosomen is 2n = 22.
De plant wordt 60–130 cm hoog en heeft een rood gevlekte, rechtopgaande, stengel, die onderaan hoekig gegroefd en bovenaan licht gegroefd is. De stengel is meestal met lange stijve haren bezet, maar soms kan deze ook kaal zijn. De groene, aan de achterkant behaarde bladeren zijn drie- tot viervoudig geveerd en hebben fijne toegespitste slippen. De bladeren zijn aan de rand en op de nerven behaard en hebben een aromatische geur. De planten zijn diep geworteld en daarom moeilijk uit te trekken dit in tegenstelling tot fluitenkruid.
Gouden ribzaad bloeit in juni en juli met witte, tot 2 mm grote bloemen. De vijf kroonbladen zijn breed omgekeerd eirond. Er zijn per bloempje één groot, twee kleinere en twee kleine kroonblaadjes. De bloeiwijze is een samengesteld scherm met 10-15 stralen. Het omwindsel ontbreekt of bestaat uit één of twee blaadjes. Het omwindseltje bestaat uit een krans van lancetvormige, gewimperde of behaarde schutblaadjes, die een kleine vliezige rand hebben. De stijl is minstens twee keer zo lang als het stijlkussen. Op dezelfde plant kunnen zowel tweeslachtige als volledig mannelijke bloemen voorkomen, maar er zijn ook planten met alleen tweeslachtige bloemen.
De geelbruine, 5–12 mm lange vrucht is een langwerpige en enigszins bolvormige, tweedelige splitvrucht. Ze ruiken kruidig tot fruitig.

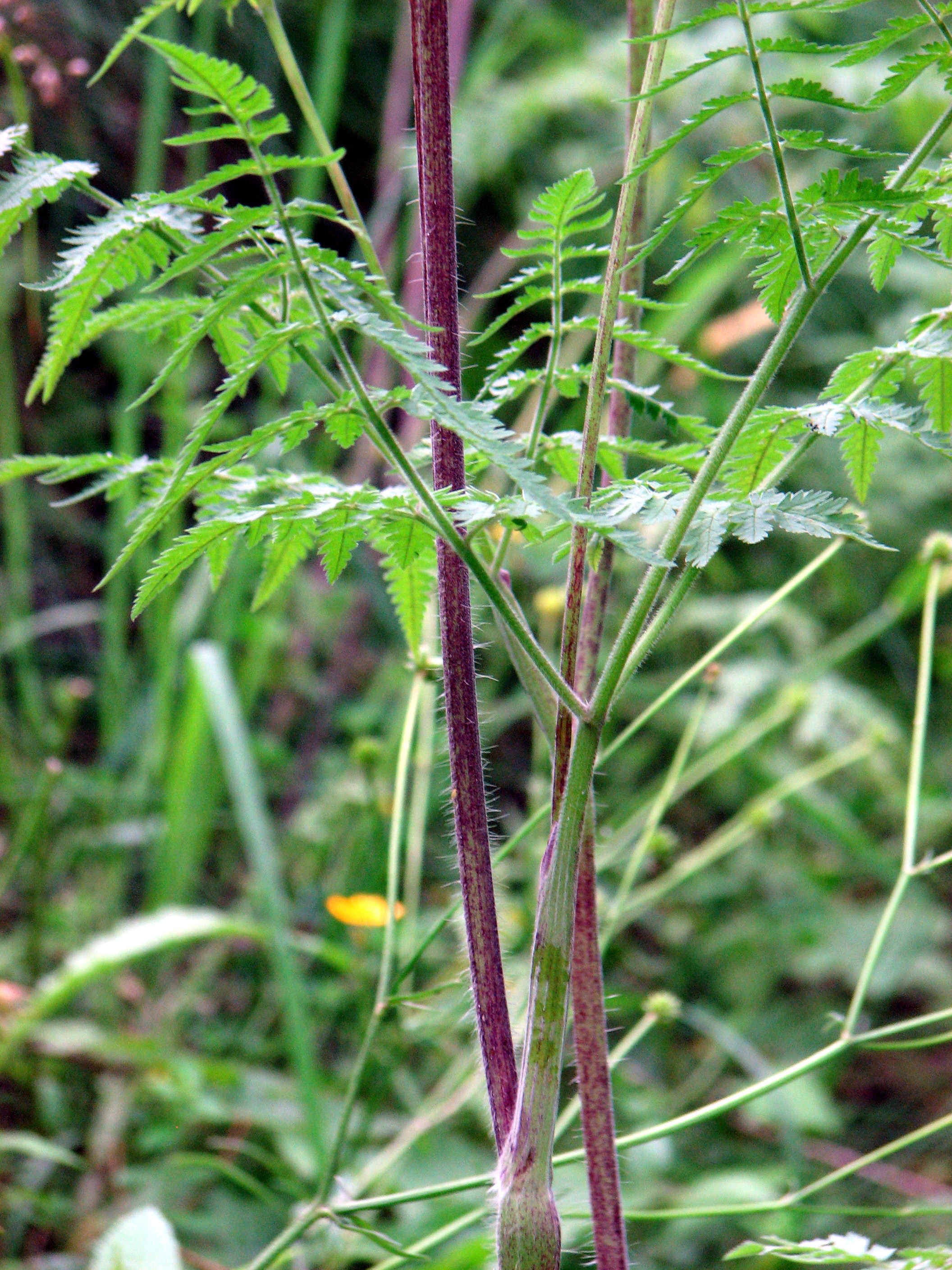
Stengel
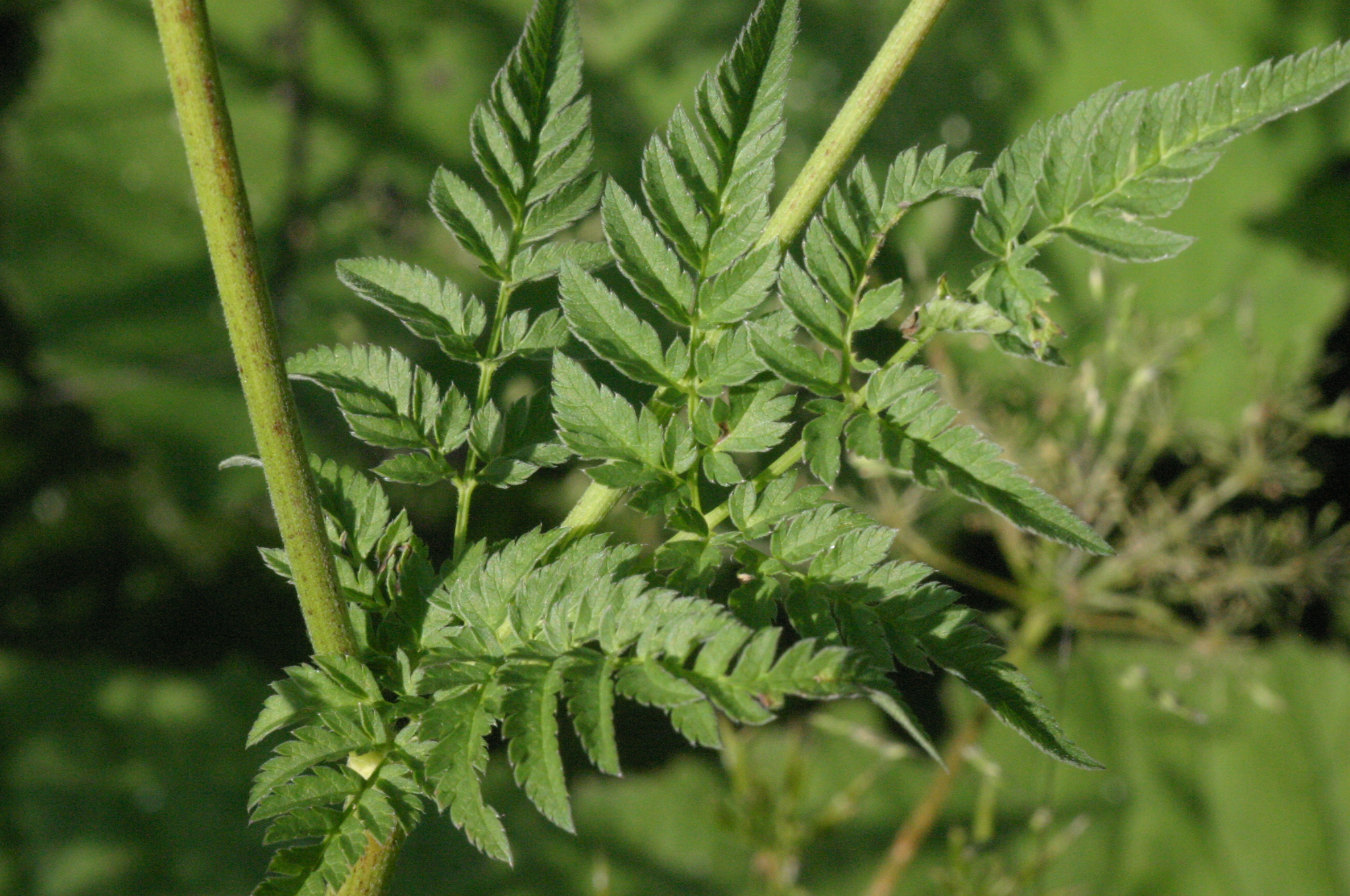
Blad
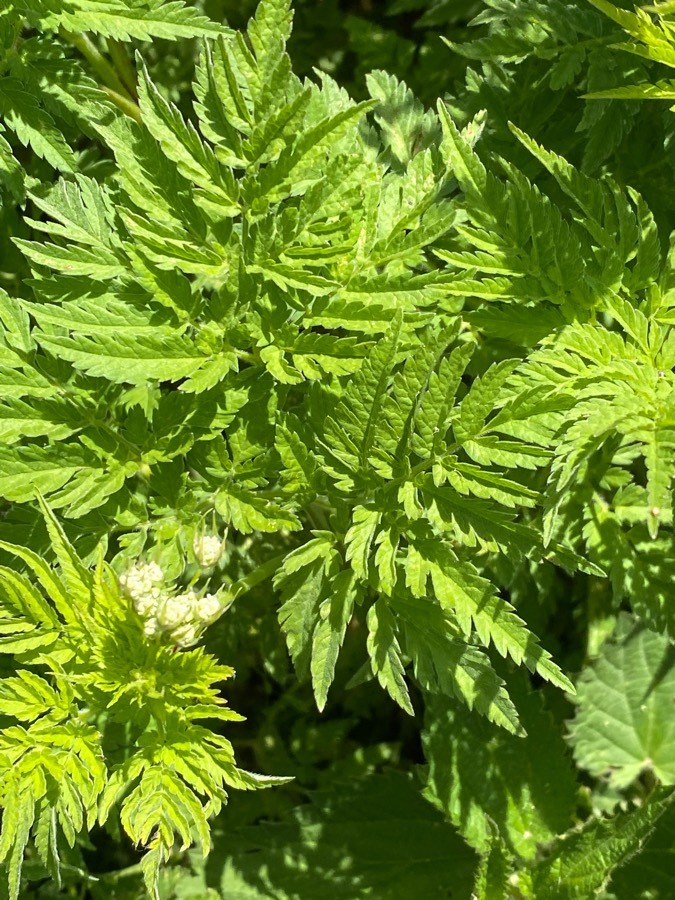
Blad
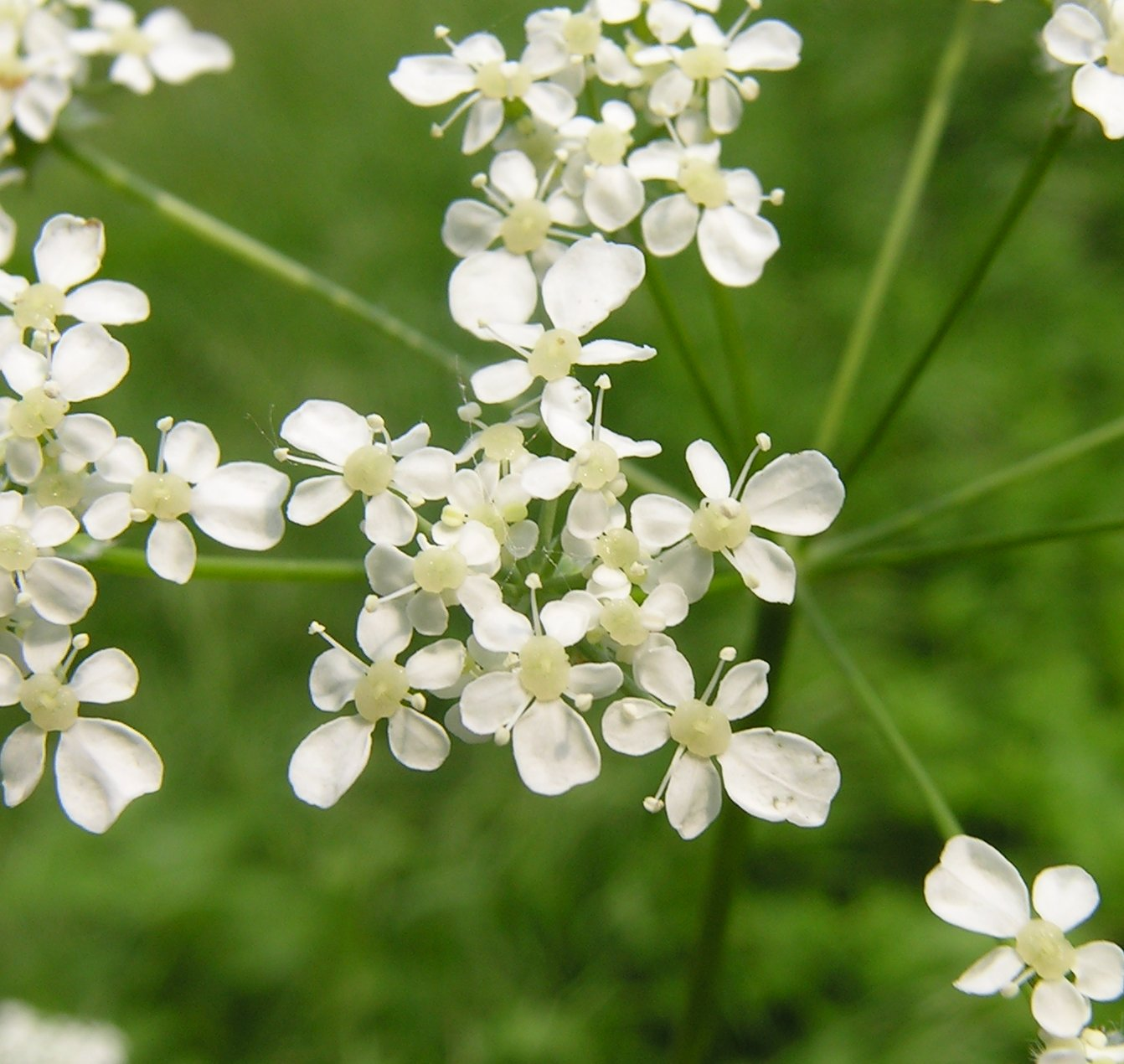
Bloemen
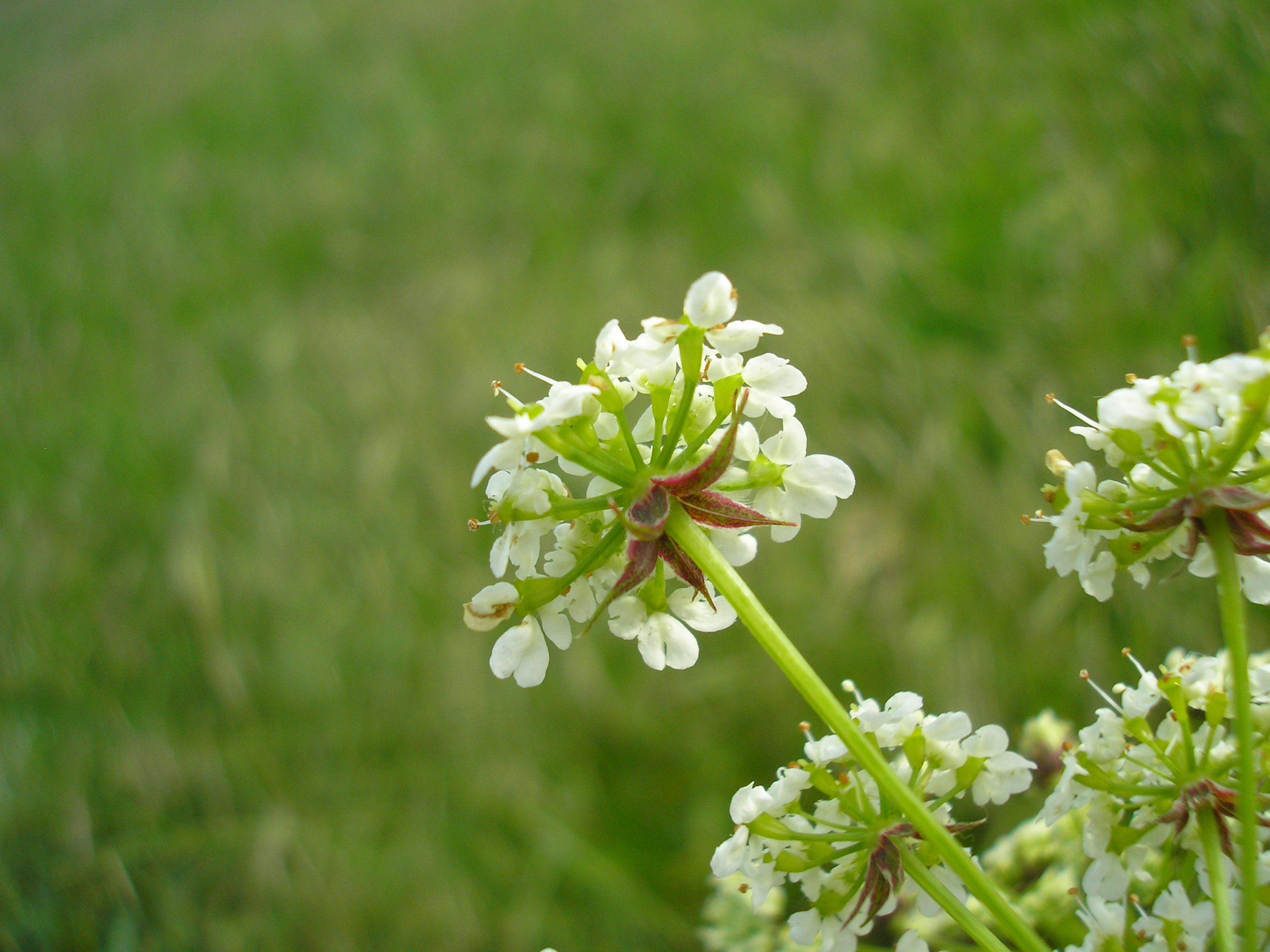
Omwindseltje
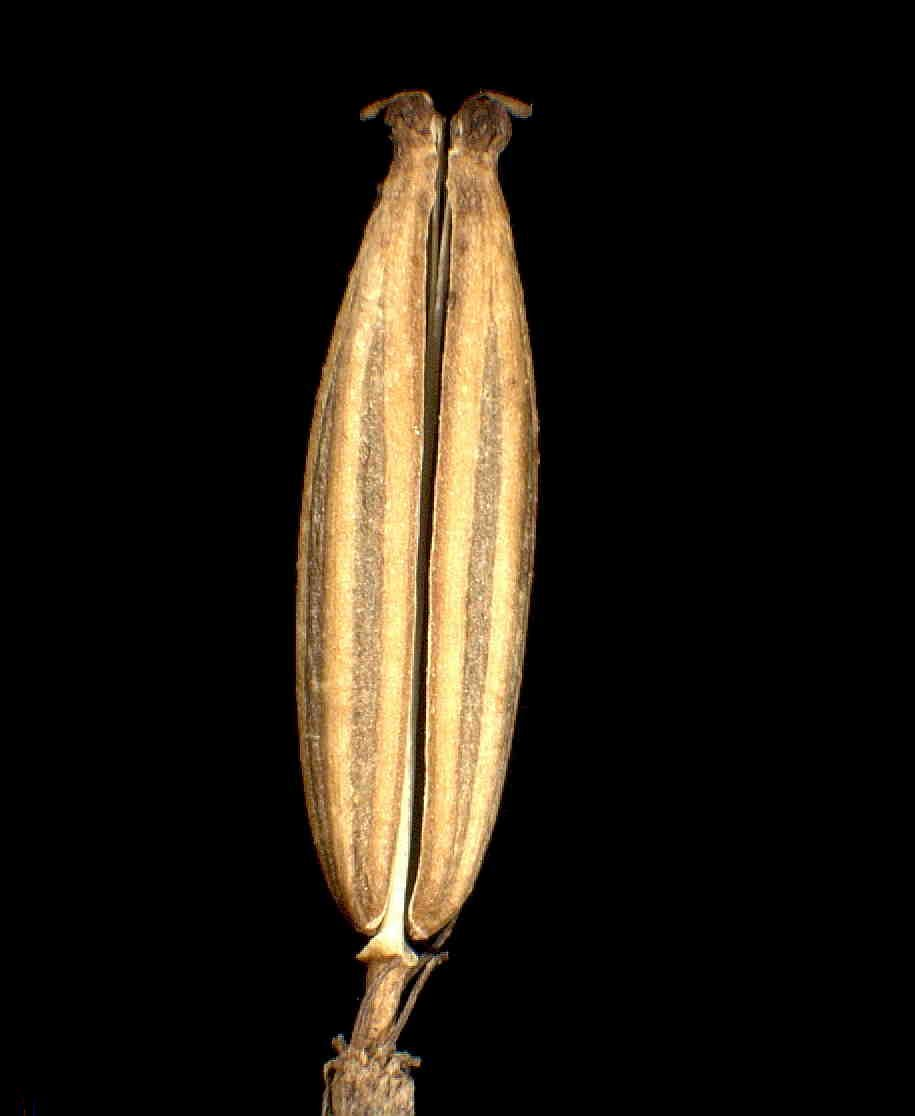
Vrucht

In Nederland is gouden ribzaad voor het eerst in 1987 waargenomen in een natuurterrein in Rijswijk. In 2005 werden er groeiplaatsen ontdekt langs de Gooise Zomerkade te Huizen en langs de Bisonbaai ten oosten van Nijmegen. In de jaren daarna werden groeiplaatsen ontdekt in Leiden, Ede, Bodegraven, Amsterdam en Rotterdam. Gouden ribzaad lijkt veel op fluitenkruid. Op veel groeiplaatsen werd pas na jaren ontdekt dat er geen fluitenkruid maar gouden ribzaad groeide. Gouden ribzaad is in Centraal Europa een soort van bergachtige streken waar zij vooral op hoogten tussen de 600 en 1800 meter voorkomt. Alleen langs enkele rivierdalen daalt zij af tot in het laagland. De groeiplaatsen langs de Boven-Rijn tegenover Spijk en langs de Waal ten oosten van Nijmegen zijn misschien de uiterste noordwestelijke voorposten van het Centraal Europese areaal. De groeiplaatsen in het westen en midden van het land zijn hoogstwaarschijnlijk terug te voeren op onbewuste introductie via zaaimengsels. Gouden ribzaad is een soort van stikstofrijke, neutrale tot basische, licht beschaduwde, in het groeiseizoen niet sterk uitdrogende standplaatsen. In Nederland groeit zij o.a. in bosranden en onder populieren op extensief beweide oeverwallen. In bermen en op taluds groeit zij in extensief beheerde graslanden, die niet of 1 keer per jaar gemaaid worden.
Gouden ribzaad is meermalen waargenomen in Wallonië, in 1999 in Vesqueville (bois de Freux), in 2000 in Houffalize (Dinez) en in 2001 in Saintenoy-Simon & Duvigneaud. In Vlaanderen is de soort in 2011 gevonden in grasland in Olmen-Asbroek. Ook is het mogelijk dat net zoals in Nederland  de soort in het verleden over het hoofd is gezien.
De plant komt voor op vochtige, voedselrijke grond in grasland, langs bosranden, heggen, waterkanten en puin.